# Juan Antonio Buschiazzo
Juan Antonio Buschiazzo (actual Italia, 29 de octubre de 1845 - Buenos Aires, 13 de mayo de 1917) fue un arquitecto que vinculó su nombre al embellecimiento de Buenos Aires, como director del Departamento de Obras Públicas de la Municipalidad, desde donde planeó reformas y construcciones de diversos edificios públicos, iglesias, parques, bancos, etc; además de proyectar la Avenida de Mayo, cementerios, y barrios.

## Biografía
Giovanni Antonio Buschiazzo nació en el Piamonte italiano, en 1845. Llegó a la Argentina desde Italia a los 4 años de edad. Su padre era maestro mayor albañil. La familia se estableció en lo que en ese tiempo era el pueblo de Belgrano y pocas décadas después formaría parte de la ciudad de Buenos Aires.
Se recibió de arquitecto en 1878, en la Facultad de Ciencias Físico Matemáticas de Buenos Aires, convirtiéndose en el segundo diplomado de esta facultad, creada en 1874. Para ese entonces ya había realizado la Casa Municipal de Belgrano – actual Museo Histórico Sarmiento, casas particulares y proyectado el barrio de Saavedra. Durante la intendencia de Torcuato de Alvear fue designado en 1880 director del Departamento de Obras Públicas de la Municipalidad.
Fue socio fundador de la Sociedad Central de arquitectos junto con Ernesto Bunge, Joaquín Mariano Belgrano, Adolfo Buttner, Carlos Altgelt, Otto von Arnim, Juan Martín Burgos, Julio Dormal, Enrique Joostens y Fernando Moog, de la que fue presidente honorario, del Centro de Ingenieros, y de otras Sociedades.

## Obras

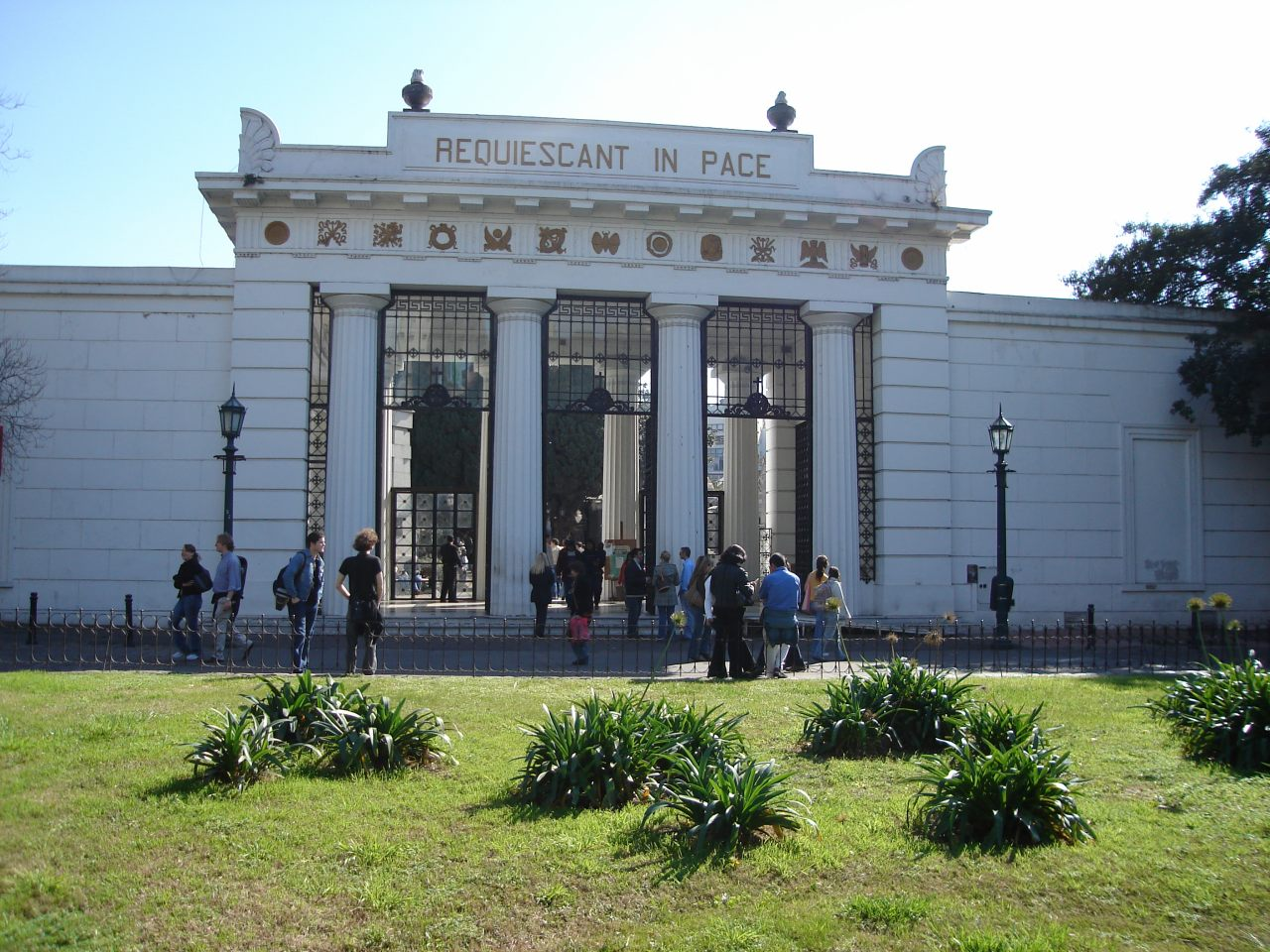
El pórtico del Cementerio de la Recoleta

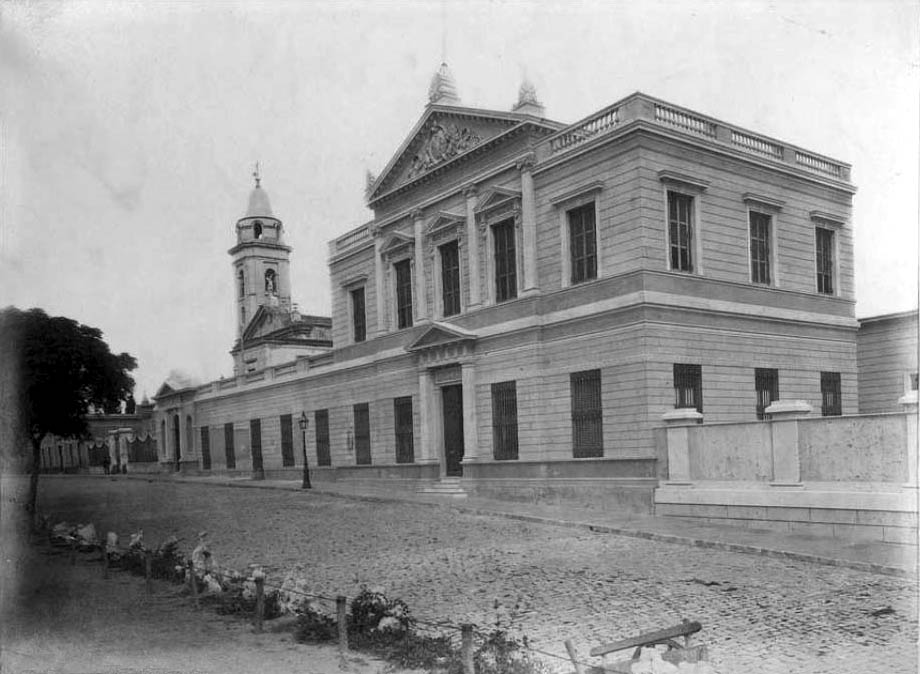
El Asilo (actual Centro Cultural)

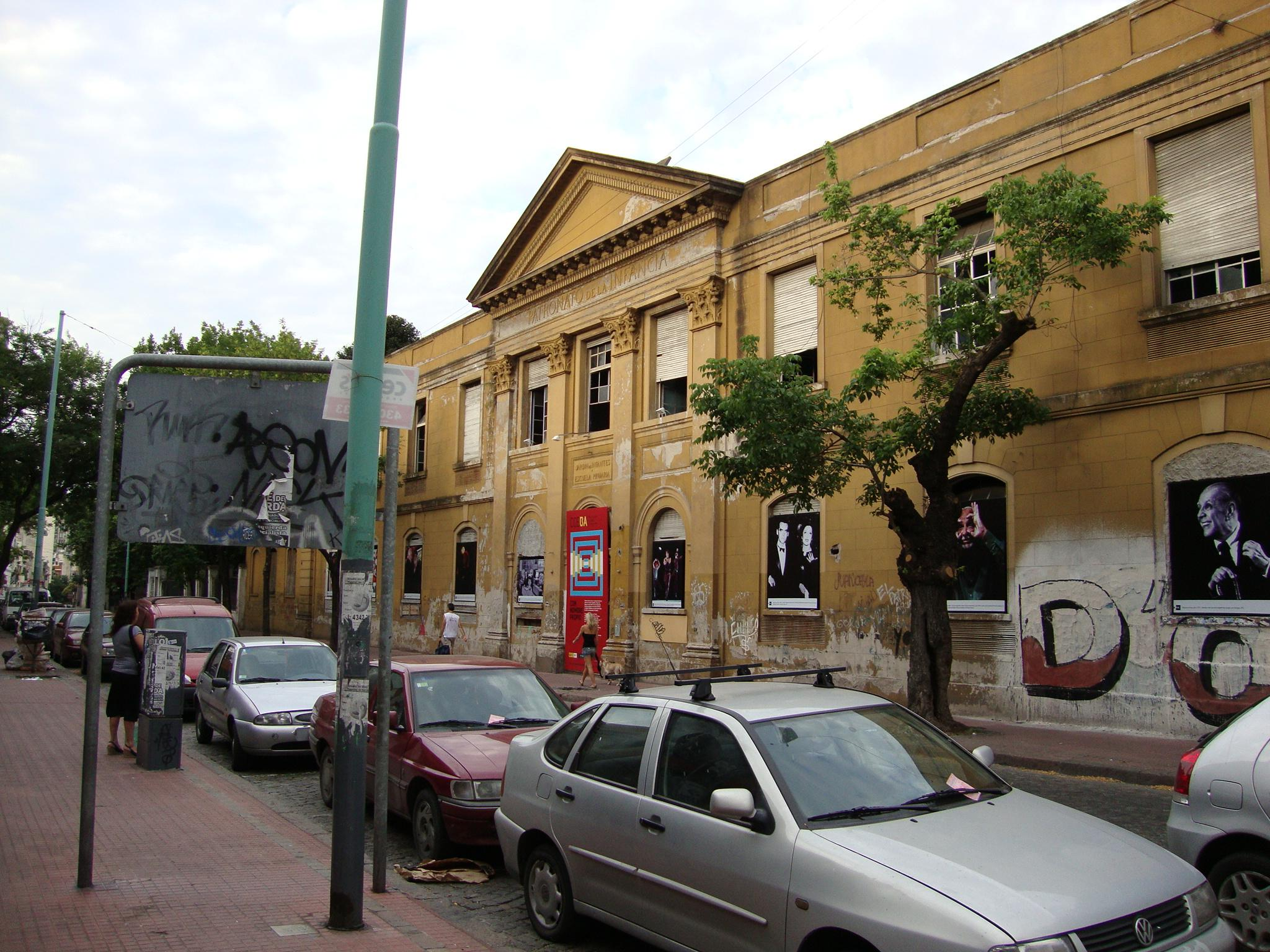
El Patronato de la Infancia

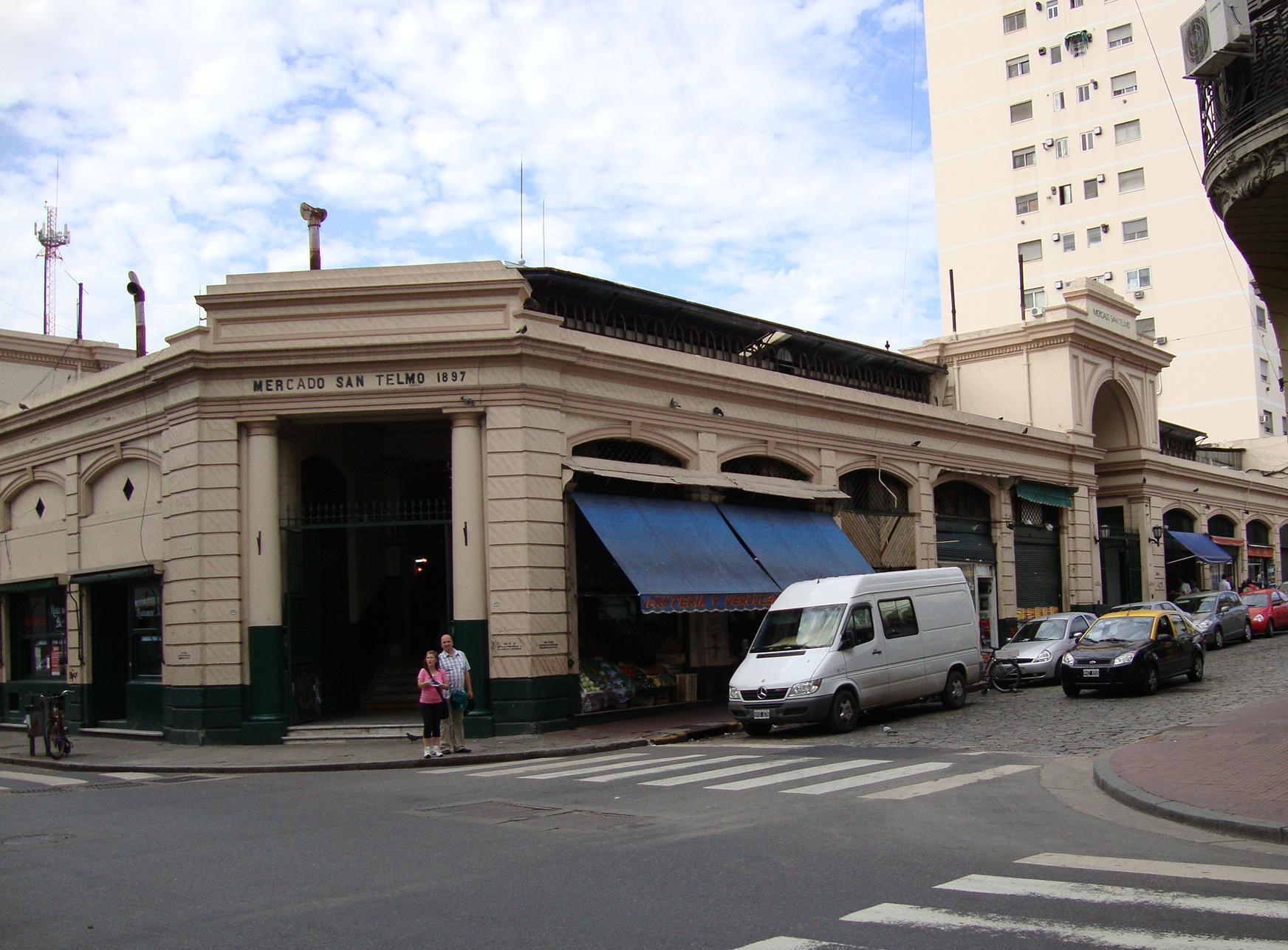
El Mercado San Telmo

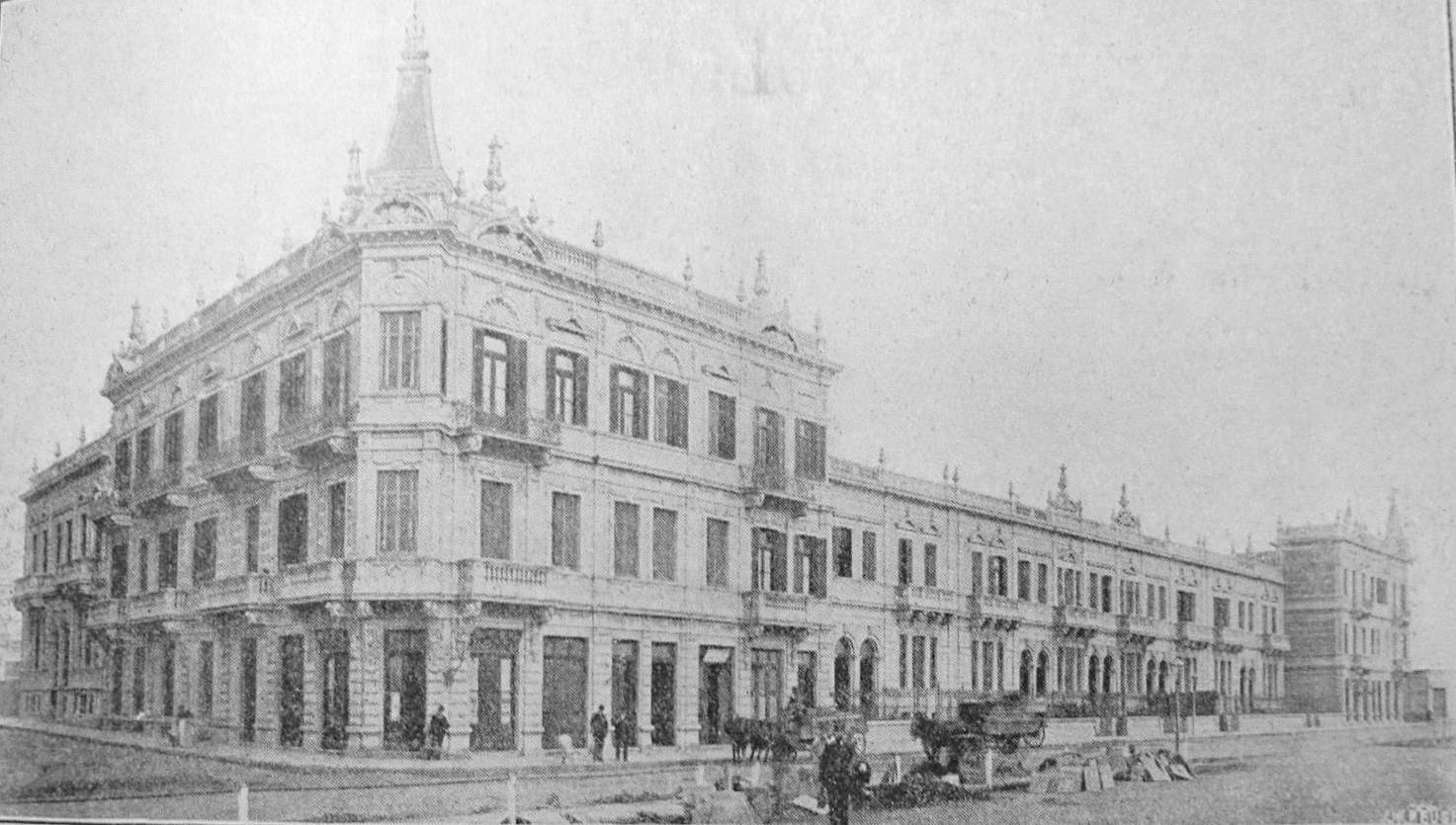
Edificio de departamentos para "La Inmobiliaria" en Palermo (hoy muy modificado)

Es imposible enumerar todas las obras que realizó, se mencionan las principales:
- Barrios planificados en Buenos Aires

Además del ya mencionado de Saavedra, el Villa Alvear (actual Palermo Viejo) y Villa Devoto (1889), incluyendo la residencia de Antonio Devoto.
- Hospitales

- En Buenos Aires: Hospital Durand (1909-1912, demolido), Muñiz, San Roque (hoy Ramos Mejía), Rivadavia e Italiano (1901).
- En Paraná: San Martín.
- En Mar del Plata: también un hospital San Martín.
- También realizó el Hospital Centenario (1913), en Gualeguaychú, y el Vicente López y Planes en General Rodríguez

- Cementerios

- Cementerio de la Recoleta, Cementerio de la Chacarita (1887), Cementerio de Gualeguay y el ya desaparecido del pueblo de Belgrano.

- Bancos financieros

- Edificio en la ciudad de La Plata para el Banco de la Provincia de Buenos Aires y sucursales del mismo.

- Edificios religiosos

- Conclusión de la Iglesia de la Inmaculada Concepción de Belgrano y la de La Piedad.
- Remodelación la Iglesia de Nuestra Señora de la Merced, que data de 1779, modificando su fachada e interiores.
- Iglesia del Carmen, el instituto San Vicente de Paul, el ex Asilo de Ancianos (1858) (hoy Centro Cultural Recoleta), el Patronato de la Infancia en el barrio de San Telmo.
- Iglesia del Colegio San José de Calasanz de la congregación escolapia, en el barrio de Caballito.
- Iglesia de Lincoln (Buenos Aires).

- Mercados

- El de San Telmo (1897), el Spinetto y otros ya inexistentes, como el Modelo en las calles Montevideo y Sarmiento, y el Güemes.

- Residencias

- La de Torcuato de Alvear, Ocampo, Pereyra, Chas, etc.

- Otros

- El edificio para el diario La Nación en la calle San Martín de Buenos Aires (demolido).
- El paseo de la Recoleta.
- La segunda sede de la Bolsa de Comercio (1885) que después formó parte del Banco Nación (demolido).
- La apertura de la Avenida de Mayo.
- Un edificio de viviendas para la Compañía de Seguros “La Inmobiliaria”, en la calle Fray Santa María de Oro y Avenida Santa Fe, hoy totalmente modificado.
- Planeó, aunque en su vida no se llevó a cabo, lo que sería la actual Avenida 9 de Julio.
- Dirigió la demolición, en 1884, de la Vieja Recova.

También fue urbanista, colaborando con Rafael Hernández en distintas obras en Belgrano.